# Pieter d'Hont
Pieter d'Hont, né le 24 avril 1917 à Hilversum aux Pays-Bas et décédé le 12 juin 1997, est un sculpteur néerlandais.

## Études
L'artiste a étudié la sculpture à l'académie royale des beaux-arts d'Amsterdam. 

## Créations

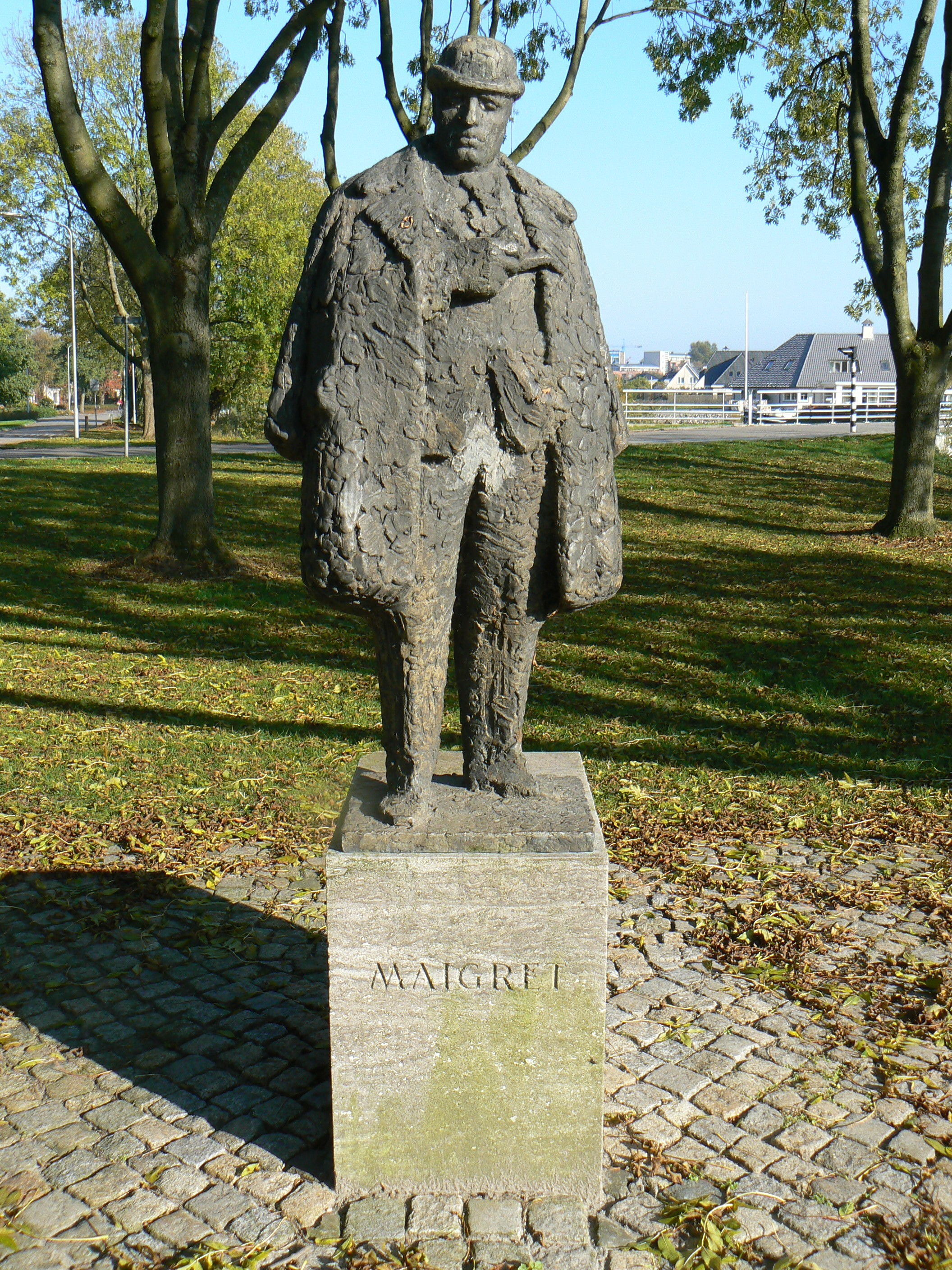
Statue du commissaire Maigret à Delzijl

Pieter d'Hont est le créateur de nombreuses sculptures représentant des animaux, des personnes de la rue, mais aussi des personnes publiques ou historiques connues, telles qu'Anne Frank et la reine Beatrix.
Il est également l'auteur d'une sculpture du personnage de roman créé par l'écrivain belge Georges Simenon, le commissaire Maigret, édifiée en 1966 sur une place de Delfzijl, ville située au nord des Pays-Bas..

### L'Edison award
Équivalent du grammy award aux États-Unis et des victoires de la musique en France, l’Edison award est le plus ancien prix des Pays-Bas décerné pour des « productions sonores d'une qualité exceptionnelle ». Le jury de ce prix récompense les titulaires par la remise d'une statuette en bronze créée par le sculpteur Pieter d’Hont .